# Castillo de León
El castillo de León, también llamado torres de León en la documentación medieval, es la ciudadela de la ciudad española de León. Antaño cárcel local, desde 1982 es sede del Archivo Histórico Provincial de León.

## Historia
Con sus muros de siete metros, torres de veinte y dos patios de armas, el Castillo de León forma parte del lienzo septentrional de la vieja muralla romana, incorporando dos cubos contiguos a la vieja puerta decumana, a la cual se adosó en la Edad Media una tercera torre de gran alzada, hoy medio derruida, la llamada Torre del Conde, que fuera sede del encargado de la defensa de la ciudad), rodeando todo el conjunto con un muro que definió un recinto de forma ovoidal, con un patio a cada lado de la vieja muralla.
En el recinto se encontraba en tiempos la cisterna en la que desembocaba la traída de aguas que abastecía la ciudad, lo que la convertía en el lugar más indicado para ubicar la ciudadela.
Desde el principio del siglo X está documentada la denominación de Puerta del Conde, lo que indica que esta función militar ya existía, y comienzos del siglo XI figura como residencia del célebre conde Munio Fernández y su esposa Elvira.
Fue restaurado como palacio por Berenguela de Castilla, esposa de Alfonso IX de León y madre de Fernando III de Castilla. 
Restaurado en época de los Reyes Católicos y de Felipe II, fue abandonado en época borbónica, al eliminarse los tenientes de castillo, cuyas funciones pasaron a ser desempeñadas por los Intendentes.
En 1800 comenzaron los proyectos para rehabilitarlo y convertirlo en cárcel, función que ya había desempeñado con regularidad, por lo menos desde el siglo X: Ordoño II de León encerró allí a los condes castellanos tras la derrota de Valdejunquera (920), y Ramiro II hizo lo propio con su hermano y predecesor Alfonso IV de León (931) y el conde Fernán González (943-5). También se encarceló allí a Pedro de Franqueza, conde de Villalonga –uno de los funcionarios más corruptos de la época de Felipe III–, y tras sus fríos muros murió en 1664 Rodrigo de Silva Mendoza y Sarmiento, duque consorte de Híjar, que conspiró para derrocar a Felipe IV y convertirse en Rey de Aragón.
Interrumpida la vida pública con la invasión francesa, no fue hasta 1862 que se habilitó finalmente como cárcel de partido. Se construyó un cuerpo cuadrado de tres plantas, rematado con un reloj, que acogía las dependencias administrativas y el acceso al recinto carcelario. Empleado para presos políticos durante la Guerra Civil, fue abandonado en 1960. Las obras de rehabilitación para convertirlo en sede del Archivo Histórico Provincial comenzaron en 1979 y quedaron concluidas en 1982.